# Amphinemura texana
Amphinemura texana är en bäcksländeart som beskrevs av Baumann 1996. Amphinemura texana ingår i släktet Amphinemura och familjen kryssbäcksländor. Inga underarter finns listade i Catalogue of Life.